# Giria bubastis
Giria bubastis är en fjärilsart som beskrevs av Fawcett 1916. Giria bubastis ingår i släktet Giria och familjen nattflyn. Inga underarter finns listade i Catalogue of Life.